# چارداش (مونتی)
«چارداش» (مجاری: Csárdás) یک قطعهٔ موسیقی از آهنگساز ایتالیایی، ویتوریو مونتی است. این کار یک کنسرت راپسودی است. مونتی در ۱۹۰۴ میلادی آن را برپایهٔ یک چارداش از موسیقی مردمی مجاری تصنیف کرده‌است. این کار در اصل برای ویولن، ماندولین یا پیانو ساخته شده بود. تنظیم‌هایی از آن برای ارکستر، و تعدادی ساز تک وجود دارد. زمان اجرای آن در حدود ۴ دقیقه و نیم است.

## در فرهنگ عامه
- لیدی گاگا از بخشی از چارداش در مقدمهٔ ترانهٔ «آلهاندرو» از آلبوم هیولای شهرت استفاده کرده‌است.
- صادق هدایت در داستان کوتاه «تجلی» از مجموعهٔ سگ ولگرد به چارداش اشاره می‌کند. شخصیت واسیلیچ که استاد موسیقی است، با ویولن این قطعه را می‌نوازد: «…مردی که آنقدر با شور و حرارت چارداش را در کافه می‌نواخت، مثل اینکه می‌خواست همهٔ بدبختی‌ها و سرگردانی‌های خود را به شکل نالهٔ سوزناک از روی سیم ویولون بیرون بکشد یا یک لحظه دردهای خود را فراموش بکند…»[۱]

شادمهر عقیلی خواننده سرشناس پاپ ایرانی نیز این آهنگ را در آلبوم آدم فروش تنظیم مجدد کرد.